# Come Clean
«Come Clean» — другий сингл другого студійного альбому американської поп-співачки Гіларі Дафф — «Metamorphosis». В США сингл вийшов 13 січня 2004. Пісня написана Карою ДіоГуарді та Джоном Шенксом; спродюсована Джоном Шенксом. Пізніше пісня увійшла до збірника Дафф Most Wanted (2005), «4Ever» (2006) та збірника хітів Best of Hilary Duff (2008). Музичне відео зрежисоване Дейвом Маєрсом; прем'єра відеокліпу відбулась 14 січня 2004.
Сингл отримав золоту сертифікацію від американської компанії RIAA, продаючись на території США у 500,000 копій. Сингл досяг 35 місця чарту Billboard Hot 100.

## Створення пісні
Дафф описувала пісню, як історію «про стосунки хлопця і дівчини, і про те, як вони намагаються сказати один одному правду і повідомити про свої почуття». Дафф додає, що «вона [дівчина] втомлена від цього і він [хлопець] втомлений від цього, і вони обоє говорять правду не в залежності від того, чи будуть вони разом чи ні. Вони відкривають всі карти на столі і фактично говорять все те, що не було сказано досі». Дафф наголосила, що «Come Clean» є її улюбленою піснею в альбомі «Metamorphosis», кажучи що вона «більш м'яка» за її попередній сингл «So Yesterday», «але не є по-справжньому поп-піснею. Вона звучить скоріше як техно, але повільніше. Вона справді класна».
Композиція «Come Clean» є піснею помірно швидкого темпу у 120 ударів на хвилину. Написана у ключі Соль мажорі, має прогресивну послідовність акордів у Соль-дієз мажор четвертої октави — Мі великої октави — Соль-дієз мажор четвертої октави. Діапазон вокалу Дафф коливається між нотами Фа-дієз малої октави і Сі першої октави.

## Музичне відео
Музичне відео зрежисоване Дейвом Маєрсом. Зйомки проходили 23 листопада 2003 у Лос-Анджелесі. Прем'єра відеокліпу відбулась 14 січня 2004 в програмі каналу MTV Total Request Live. Відеокліп дебютував у топ-10 чарту Total Request Live, зайнявши 8-му позицію; відео згодом досягло 3 місця чарту і провело 25 днів на чартуванні. У Британії на чарті Total Request Live UK відео досягло топу-5.
Відео показує Дафф всередині будинку у дощовий день, чекаючи на свого коханого. В очікуванні, вона виконує пісню в різних кімнатах будинку. В кінці хлопець приїжджає і вони цілуються під дощем на вулиці. Режисер Дейв Маєрс прокоментував, що глядачі не мають знати «чи він її хлопець, чи друг, або в чому полягає драма. Усе виглядає дуже фотогенно і вишукано, і у невеликій кількості кольорів».

## Список пісень
CD-сингл для Австралії
1. «Come Clean» (Radio Mix) — 3:25
2. «Come Clean» (Rhythmic Mix) — 3:31
3. «Come Clean» (Acoustic Version) — 3:21
4. Hilary Speaks — 6:14
5. «Come Clean» (музичне відео)

CD-сингл для Канади
1. «Come Clean» (Radio Mix) — 3:27
2. «Come Clean» (Rhythmic Mix) — 3:33

CD-сингл для Британії
1. «Come Clean» — 3:35
2. «Why Not» — 2:59

Максі CD-сингл для Британії
1. «Come Clean» — 3:35
2. «Come Clean» (кліп)
3. «Come Clean» (Joe Mermudez & Josh Harris Main Mix) — 3:35
4. «Come Clean» (Cut to the Chase Club Mix — Radio Edit) — 3:29

CD-сингл для Британії із реміксами
1. «Come Clean» (Cut to the Chase Club Mix — Radio Edit) — 3:29
2. «Come Clean» (Flood Remix Radio) — 3:44
3. «Come Clean» (Joe Bermudez & Josh Harris Main Mix) — 3:35
4. «Come Clean» (Cut to the Chase Club Extended Club Mix) — 5:31
5. «Come Clean» (Chris Cox Flood Remix) — 9:42

## Чарти
| Чарт (2004)                               | Місце |
| ----------------------------------------- | ----- |
| Australian Singles Chart                  | 17    |
| Belgium (Ultratop 50 Flanders) (Фландрія) | 33    |
| Belgium (Ultratop 50 Wallonia) (Валлонія) | 2     |
| Canada (Canadian Hot 100)                 | 7     |
| France French Singles Chart               | 29    |
| Irish Singles Chart                       | 16    |
| Netherlands Dutch Top 40                  | 8     |
| New Zealand Recorded Music NZ             | 17    |
| Spanish Singles Chart                     | 12    |
| Swiss Singles Chart                       | 78    |
| UK Singles (Official Charts Company)      | 18    |
| U.S. Billboard Hot 100                    | 35    |
| U.S. Billboard Pop 100                    | 9     |
| U.S. Billboard Adult Pop Songs            | 37    |

## Продажі
| Країна     | Сертифікація (таблиця продажів та сертифікатів) | Продажі  |
| ---------- | ----------------------------------------------- | -------- |
| США (RIAA) | Золото                                          | +500,000 |

## Історія релізів
| Країна          | Дата           | Формат                                                        | Лейбл                                 |
| --------------- | -------------- | ------------------------------------------------------------- | ------------------------------------- |
| США             | 13 січня 2004  | Mainstream radio                                              | Buena Vista Records Hollywood Records |
| Австралія       | 19 січня 2004  | Максі-сингл                                                   | WEA International                     |
| Велика Британія | 12 квітня 2004 | CD-сингл                                                      | WEA International                     |
| Велика Британія | 12 квітня 2004 | Максі-сингл                                                   | WEA International                     |
| Німеччина       | 28 червня 2004 | Максі-сингл                                                   | WEA International                     |
| США             | 19 жовтня 2004 | Цифрове завантаження (AOL Broadband Rocks! November 22, 2003) | Hollywood Records                     |